# Pottia antarctica
Pottia antarctica là một loài Rêu trong họ Pottiaceae. Loài này được (Ångström) Müll. Hal. miêu tả khoa học đầu tiên năm 1885.